# Контракт со смертью
«Контракт со смертью» (бел. Кантракт са смерцю) — фильм-драма режиссёра Дмитрия Астрахана 1998 года.

## Сюжет
Россия, середина 1990-х годов. Депутат Андрей Степанов (Дмитрий Певцов) дарит видеокамеру своей возлюбленной Лене (Анна Легчилова). Дурачась и тестируя съёмку, они по случайному совпадению записывают на видео, как в их дворе уличный грабитель Гена Шнырь (Олег Фомин) убивает жену начальника Лены — известного хирурга, профессора Игнатовского (Андрей Мягков), живущего в соседнем доме. Брошенный Шнырём нож поднимает пьяный местный житель по фамилии Спешнев (Николай Рябычин) и начинает звать на помощь. Подъехавшая милиция его же и арестовывает. Степанов приказывает Лене молчать, а сам с помощью снятого видео шантажирует Шныря.
Проходит два года. Спешнева приговаривают к тюремному заключению сроком на четырнадцать лет. Андрей Степанов — кандидат в президенты, Геннадий Александрович (бывший Шнырь) — его помощник. Они открывают «благотворительный фонд», где, по их словам, будут бесплатно кормить и лечить бомжей, проституток, гомосексуалистов — т. н. «отбросов общества». На самом же деле здесь убивают людей ради экспериментов по трансплантации органов. Научной стороной заведует Игнатовский.
Геннадий находит давнего знакомого — Антона (Юрий Пристром), бывшего наёмника и спецназовца, уволенного за превышение полномочий. Он предлагает работать в их со Степановым центре шофёром и вербовщиком новых «доноров». В первый свой рабочий день он вербует проститутку Веру и уличную девчонку Аню (Ольга Сутулова), в которой узнаёт предводительницу вандалов.
В «Благотворительном фонде» проливается первая кровь — проходят две операции. Жертвами становятся бомж Коля и гомосексуал Витя (его любовник Саша впоследствии кончает с собой). Антон неприятно удивлён тем, что среди «доноров» оказывается его бывший сослуживец — Иван (Алексей Турович). Это порождает в его душе сомнения в том, любые ли средства оправдывает цель; кроме того, между ним и Аней завязываются романтические отношения.
Антон открывает Ане, Ивану и Вере глаза на то, что происходит в «благотворительном фонде». Они вчетвером устраивают заговор.
Взбешённый профессор нападает на Геннадия, крича, что знает правду. Информатор Шныря, Серёжа убивает Ивана и тяжело ранит Аню, но сам погибает от рук Антона. Геннадия же расстреливает из автомата Игнатовский, не давая воспользоваться пистолетом. Затем разочаровавшийся во всём на свете профессор, в последний раз бросив взгляд на портрет жены, вводит себе смертельную инъекцию.
У Ани проникающее ранение в область сердца. Антон приказывает пересаживать ей сердце Лены, но Аня неожиданно приходит в себя и сама отключает себя от аппарата жизнеобеспечения.
Последняя сцена: толпа «доноров» ведёт последних оставшихся в живых после перестрелки заговорщиков, в их числе Андрей, с обезображенным, но бодрым лицом, и заплаканная Лена, рядом идёт Антон с мёртвой Аней на руках. Андрей предлагает приостановиться перед телевизором и посмотреть продолжение своего ток-шоу. Люди на улицах высказываются в поддержку идеи «очищения общества» путём трансплантации органов бандитов, проституток и гомосексуалистов «обычным людям», а подавляющее большинство телезрителей телефонными звонками проголосовали «за».

## В ролях
- Андрей Мягков — профессор Глеб Сергеевич Игнатовский
- Дмитрий Певцов — Андрей Степанов, депутат Государственной думы, инициатор убийств
- Олег Фомин — Геннадий Александрович (Гена Шнырь), помощник депутата Степанова, убийца жены Игнатовского
- Анна Легчилова — Лена, жена Степанова, врач
- Ольга Сутулова — Аня, подросток-неформал
- Евгений Пименов — Володя, ассистент Игнатовского
- Юрий Пристром — Антон, бывший офицер спецназа, завербованный Шнырём (озвучивает Артур Фёдорович)
- Николай Рябычин — Спешнев, несправедливо осуждённый пьяница
- Алексей Турович — Иван, сослуживец Антона, пациент санатория
- Анжела Кораблёва — Вера, бывшая проститутка, пациентка санатория
- Сергей Степанченко — Серёжа, лже-олигофрен, информатор Шныря (роль озвучил другой актёр)
- Игорь Поршнев — Александр Михайлович Никаноров, начальник предвыборного штаба
- Татьяна Бовкалова — тележурналистка
- Владимир Гидлевский — Саша, гей, пациент санатория
- Борис Тарасевич — Витя, гей, пациент санатория
- Людмила Мацкевич — сестра-хозяйка
- Олег Корчиков — вербовщик (сцена с его участием не вошла в прокатную версию)
- Нина Розанцева — эпизод
- Любовь Румянцева — жена профессора
- Александр Тимошкин — участник телепередачи
- Анатолий Котенёв — генерал, телезритель
- Евгений Никитин — участник телепередачи
- Геннадий Овсянников — начальник тюрьмы
- Артур Фёдорович — пациент санатория
- Иван Мацкевич — олигарх, телезритель

## Съёмочная группа
- Режиссёр: Дмитрий Астрахан
- Сценарист: Олег Данилов
- Оператор: Юрий Воронцов
- Композитор: Алексей Григорьев
- Звукорежиссёр: Сергей Чупров
- Художник: Леонид Прудников
- Художники по костюмам: Алла Грибова, Людмила Торшина
- Художники-гримёры: Григорий Храпуцкий, Лидия Дударенко
- Монтаж: Людмила Микулко
- Продюсеры: Александр Ким, Дмитрий Урсуляк, Татьяна Воронович

## Создание фильма
«Контракт со смертью» был снят телеканалом «ТВ-6» при финансовой поддержке Министерства культуры Беларуси и частных инвесторов. Для Дмитрия Астрахана главная тема фильма — тема русского народа.

## Критика
Евгений Марголит считает фильм Астрахана «Изыди!» каталогом страхов 1989—1990 года, а «Контракт со смертью» — таким же каталогом второй половины 1990-х годов. Майя Туровская называет фильм «политическим триллером, фильмом-предупреждением», но упрекает режиссёра за цинизм, который противопоказан массовому жанру. Елена Стишова в дискуссии в журнале «Искусство кино» констатирует, что фильм Астрахана, которого критики считают «главным протагонистом масскульта», отсутствует в рейтинге, составленном по итогам видеопродаж. Ирина Любарская считает, что фильм с его «диким сюжетом» снят тёмной личностью Астрахана, «мистером Хайдом», в отличие от фильмов, снятых «доктором Джекилом» — «Ты у меня одна», «Всё будет хорошо!», «Перекрёсток». Михаил Брашинский причисляет «Контракт со смертью» к фильмам категории Б, отмечая схожесть с американским фильмами о «безумных врачах» и китчевый стиль.